# 소마젤란 은하
소마젤란 은하(영어: Small Magellanic Cloud, SMC)는 우리 은하 주위를 도는 왜소 은하이다.

## 소속 은하군
우리 은하와 함께 국부 은하군에 속하며, 대마젤란 은하와 가까이 있다.

## 신성

### 1999년
Nova SMC 1999 1, 2, 3이 동시에 발견된 바가 있다.

## 항성 수
대략 1억 개의 항성이 있다.

## 명칭
소마젤란운, NGC 292라 부르기도 한다.

## 위치 및 밝기
큰부리새자리에 있으며, 겉보기 밝기는 +2.7 등급으로 맨 눈으로 볼 수 있다.

## 거리
이 은하는 우리로부터 약 20만 광년 정도 떨어져 있다.

## 구조 및 형태
일부 학자들은 소마젤란 은하가 한때 막대나선은하였으나, 우리 은하의 조석력으로 다소 불규칙하게 되었다고 생각한다. 이 은하는 아직 중심에 막대 구조를 가지고 있다.

## 관측 역사
이 은하는 남반구에 위치하며, 첫 관측은 오스트레일리아에서부터 시작되었다. 천문학자 알 바크와 알 수피는 두 개의 마젤란 은하를 발견하였고, 이 두 은하는 대항해 시대때의 '내비게이션' 역할을 하였다. 포르투갈인이 희망봉에서 관측한 기록이 남아 있다. 그리고 마젤란이 1519년~1522년간 관측을 하였으며, 처음 관측할 때에는 이 은하를 성단으로 보았다. 천문학자 요한 바이어의 1603년 천문지도 우라노메트리아에 있다.
1834년에서 1838년, 요한 프레더릭 윌리엄 허셜이 해발 20피트(6.1미터)의 희망봉 중턱에서 관측하였다. 이 은하는 총 37개의 성단과 성운이 있다.
1891년, 하버드 대학의 천문 관측소에서 24인치 (610 밀리미터-61 센티미터)크기의 반사 망원경을 사용하여 소마젤란 은하를 관측하였다. 한 천문학자는 소마젤란 은하를 관측할 때 이 은하가 별을 생성하는 은하임을 알아내었다. 1908년, 소마젤란 은하에서 변광성을 가진 성단이 발견되었고, 이 변광성은 세페이드 변광성이었다. 이 변광성의 주기를 이용하여 소마젤란 은하의 거리를 계산하였다. 외부 은하 중에서 세페이드 변광성을 가진 은하로서는 가장 가까운 은하이다.
이 때 관측된 거리는 약 10,000 파섹(약 30,000 광년), 즉 태양~소마젤란 은하의 거리였다. 그 당시 관측 기술로는 가장 정확한 값이었으나, 지금은 더 나은 관측 기술이 개발되어 이 값은 아무 의미가 없게 되었다.

## 같이 보기
- 마젤란 은하
- 대마젤란 은하
- 소마젤란 은하에 위치한 성단/성운
  - NGC 265
  - NGC 290
  - NGC 346
  - NGC 347
  - NGC 602